# Go Remixed
Go Remixed é o segundo álbum de remixes da banda Newsboys, lançado a 8 de maio de 2007.

## Faixas
1. "Wherever We Go" - 3:29
2. "Go" - 2:44
3. "Something Beautiful" - 3:37
4. "Your Love Is Better Than Life" [St. Petersburg Remix] - 3:23
5. "City to City" - 4:14
6. "The Mission" - 3:13
7. "Secret Kingdom" - 3:12
8. "I Am Free" - 5:43
9. "In Wonder" - 5:16
10. "Let It All Come Out" - 3:18
11. "Gonna Be Alright" - 2:11

## Tabelas
Álbum
| Tabela (2007)         | Posição |
| --------------------- | ------- |
| Top Christian Albums  | 49      |
| Top Electronic Albums | 10      |